# O Liberal
O Liberal è un quotidiano brasiliano fondato nel 1946 a Belém, capitale dello stato di Pará.

## Storia
Il primo numero uscì il 15 novembre 1946 come megafono locale del Partito Social Democratico e difensore del governatore de facto Magalhães Barata.